# Bad as the Boys
«Bad as the Boys» es una canción de la cantautora sueca Tove Lo que fue lanzada como segundo sencillo de su cuarto disco de estudio, Sunshine Kitty, el 2 de agosto de 2019. Fue la segunda colaboración de Tove Lo con la cantante finlandesa Alma, después de Bitches.

## Promoción
Tove Lo anunció la canción en un clip publicado en sus redes sociales el 30 de julio, donde cantó una parte de la canción a cappella mientras la letra aparecía en pantalla. Al día siguiente, Lo reveló que Bad as the Boys sería el segundo sencillo del nuevo disco y que iba a ser la tercera pista del mismo.

## Posición en listas
| Listas (2019)              | Posición más alta |
| -------------------------- | ----------------- |
| Nueva Zelanda (RMNZ)       | 14                |
| Suecia (Sverigetopplistan) | 9                 |